# Hertha Natzler
Hertha Natzler (ur. 18 lutego 1911 w Wiedniu, zm. 5 sierpnia 1985 w Culver City) – austriacka aktorka teatralna i filmowa, piosenkarka.

## Życiorys
Hertha była córką aktorki Lilli Meissner (1873-1957) i Leopolda Natzlera (1860-1926) aktora i śpiewaka operowego. Dwie jej siostry były również były aktorami i śpiewaczkami. Najstarsza Margarete używała imienia Grete, a potem Della Lind. Alice Maria występowała pod pseudonimem Lizzi Natzler. Była kuzynką popularnego aktora Alfreda Reginalda Natzlera, zwanego Reggie Nalder.
Podobnie jak jej siostry, zaczęła grać i śpiewać na scenie w młodym wieku. Zadebiutowała w operetce Franza Lehára Carewicz w Teatrze Johanna Straussa w Wiedniu w maju 1928 roku. W tym samym roku odegrała także niewielką rolę w rewii Jetzt oder Nie oraz w sztuce Weekend im Paradies wystawianej w 1928 w Wiener Kammerspiele. Kolejne występy zaprowadziły ją ma scenę rewiową Femina. W 1934 roku otrzymała cztery role filmowe, ale sytuacja po przejęciu władzy przez nazistów w 1933 roku sprawiła, że w 1937 roku wyemigrowała z matką i siostrą Lizzi do Stanów Zjednoczonych.
Na początku 1938 Hertha udała się do Kairu, gdzie 11 kwietnia, poślubiła Francisca Nicolaasa „Franka” Leddy’ego (1903–1964). Leddy był dyrektorem zarządzającym Philips Orient SA, lokalnej filii międzynarodowej firmy Philips Electronics. Najprawdopodobniej poznała Leddy’ego w Wiedniu, gdzie był menedżerem w filii Philipsa do 1938 roku. Zamieszkali w ekskluzywnej dzielnicy Zamalek w Kairze. Na początku 1942 roku opuścili Kair, po tym jak Leddy została mianowana dyrektorem zarządzającym australijskiej spółki zależnej. Do Sydney przybyli w lipcu 1942 roku. Dla Herthy miasto mogło być zaściankiem w porównaniu do Wiednia, Los Angeles i Kairu. Prawdopodobnie intensywne życie Leddy’ego, a także rozłąka z matką i siostrami, które osiedliły się w Los Angeles, doprowadziły do ich separacji i rozwodu w 1945 roku. Po powrocie do Stanów Zjednoczony nie wznowiła kariery na scenie. Zmarła 5 sierpnia 1985 roku i została pochowana na Holy Cross Cemetery w Culver City w Los Angeles.

## Wybrane role
- 1934: Peter
- 1934: Maskerade
- 1934: Salto in die Seligkeit
- 1934: Nocturno